# Dobs at the Shore
Dobs at the Shore é um curta-metragem mudo norte-americano de 1914, do gênero comédia, com o ator cômico Oliver Hardy.

## Elenco
- Frank Griffin - Jemula Heckla (como Frank C. Griffin)
- Oliver Hardy - Meggie Heckla (como Babe Hardy)
- Frances Ne Moyer - Helen Martin
- Raymond McKee - Casco
- Don Ferrando - Bob Fisher